# High Roller for One Drop
Das High Roller for One Drop ist ein Pokerturnier, das bisher fünfmal bei der World Series of Poker ausgetragen wurde. Mit einem Buy-in von 111.111 US-Dollar bzw. Euro war es jeweils das teuerste Event auf dem Turnierplan und eines der teuersten Pokerturniere des Jahres.

## Geschichte

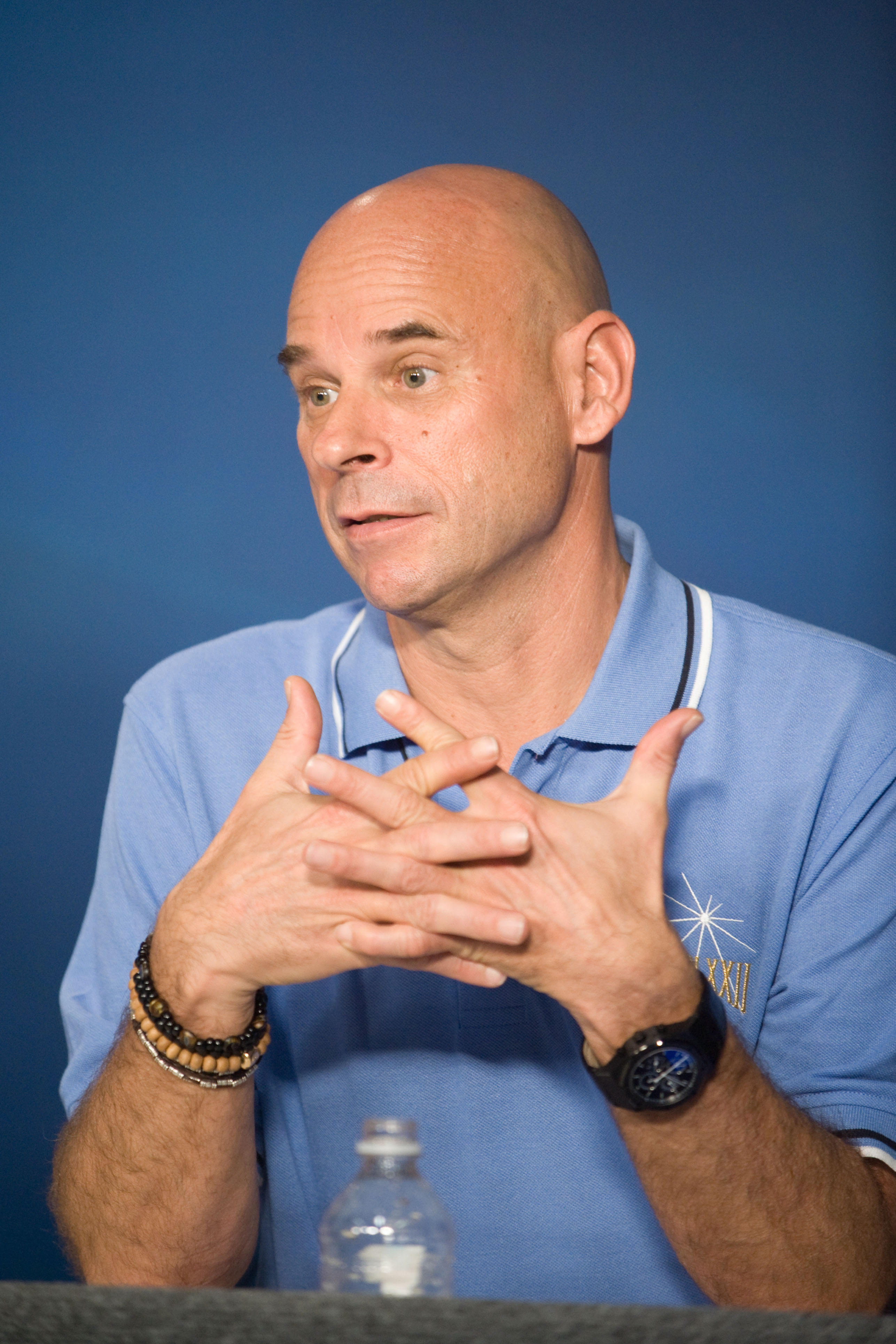
Guy Laliberté (2009)

Der kanadische Unternehmer Guy Laliberté initiierte zur WSOP 2012 das Big One for One Drop mit einem Buy-in von einer Million US-Dollar. Er gründete die gemeinnützige One Drop Foundation, die sich für bedingungslosen Zugang zu sauberem Trinkwasser in Krisengebieten einsetzt. Das High Roller for One Drop, bei dem die Variante No Limit Hold’em gespielt wird, folgt dem gleichen Modus: Vom gesamten Preispool gehen 3,5 % an seine Organisation. Bei den bisherigen vier Ausgaben im Rio All-Suite Hotel and Casino am Las Vegas Strip konnte er so über 2 Millionen US-Dollar für seine Stiftung sammeln. Im November 2017 wurde das Turnier erstmals bei der World Series of Poker Europe im King’s Resort in Rozvadov ausgespielt. Dort gingen von jedem Buy-in 11.111 Euro, insgesamt knapp 1,5 Millionen Euro, an Lalibertés Stiftung.

## Bisherige Austragungen
| Jahr   | Stadt    | Buy-in    | Teilnehmer | Sieger           | Herkunft           | Preisgeld   |
| ------ | -------- | --------- | ---------- | ---------------- | ------------------ | ----------- |
| 2013 E | Paradise | 111.111 $ | 166        | Anthony Gregg    | Vereinigte Staaten | 4.830.619 $ |
| 2015 E | Paradise | 111.111 $ | 135        | Jonathan Duhamel | Kanada             | 3.989.985 $ |
| 2016 E | Paradise | 111.111 $ | 183        | Fedor Holz       | Deutschland        | 4.981.775 $ |
| 2017 E | Paradise | 111.111 $ | 130        | Doug Polk        | Vereinigte Staaten | 3.686.865 $ |
| 2017 E | Rozvadov | 111.111 € | 132        | Dominik Nitsche  | Deutschland        | 3.487.463 € |